# Ebenia fumata
Ebenia fumata là một loài ruồi trong họ Tachinidae.